# Nøbbet Sogn
Nøbbet Sogn var et sogn i Lolland Vestre Provsti (Lolland-Falsters Stift).
Nøbbet Kirke blev i 1908 indviet som filialkirke til Horslunde Kirke, og Nøbbet blev et kirkedistrikt i Horslunde Sogn, som hørte til  Lollands Nørre Herred i Maribo Amt. Horslunde-Nordlunde sognekommune inkl. kirkedistriktet blev ved kommunalreformen i 1970 indlemmet i Ravnsborg Kommune, der ved strukturreformen i 2007 indgik i Lolland Kommune.
Da kirkedistrikterne blev nedlagt 1. oktober 2010, blev Nøbbet Kirkedistrikt udskilt fra Horslunde Sogn som det selvstændige Nøbbet Sogn.
1.	december 2024 indgik sognet i Horslunde Sogn
Stednavne, se Horslunde Sogn.